# Uwajima
Uwajima è una città giapponese della prefettura di Ehime.

## Amministrazione

### Gemellaggi
- Honolulu